# Latrodectus bishopi
Latrodectus bishopi (лат.) — вид пауков семейства тенётников (Theridiidae). Эндемик Флориды.

## Описание
Тело паука до 8,5 мм. Головогрудь и ноги оранжевые, а брюшко либо полностью чёрное, либо с срединными красными пятнами окруженными иногда жёлтой каймой.

## Образ жизни
Обитают сообществах сосны песчаной (Pinus clausa). Паутину плетёт на высоте около одного метра от земли у основания листьев пальм.

## Этимология
Вид описан Бенжамином Кастоном в 1938 году как вариетет вида Latrodectus mactans, назван в честь Маршалла Бишопа, который собрал экземпляры, по которыми был описан этот вид.

## Распространение
Эндемик центральной и южной части полуострова Флорида.